# I Love Dick
I Love Dick ist ein 1997 veröffentlichter, autobiographisch verfremdeter Roman der US-amerikanischen Autorin und Künstlerin Chris Kraus, der im Jahr 2017 von Kevin Vennemann in die deutsche Sprache übersetzt wurde.

## Inhalt
I Love Dick ist eine Mischung aus Fiktion, Essay und Tagebuch. Das Buch handelt von den sexuellen Obsessionen der Autorin mit der titelgebenden Person namens „Dick“. „Dick“ ist außerdem einer der häufigsten amerikanischen Slangbegriffe für ,Penis‘. Die Autorin und Protagonistin Chris Kraus, die sich im Roman als gescheiterte Künstlerin vorstellt, lernt um ihr 40. Lebensjahr, vermittelt durch ihren Ehemann Sylvère Lotringer, den Cowboy Dick kennen. Dick ist Medientheoretiker und Soziologe. Sein voller Name wird während des gesamten Romans nie genannt, während andere Protagonisten im Buch mit ihren realen Namen auftreten. Überwältigt von ihren Gefühlen schreibt Chris Kraus zunächst eine Erzählung über ihr erstes Treffen mit Dick und verfasst danach Briefe, die sie jedoch nicht abschickt. Auch ihr Mann Sylvère wird Teil der Geschichte. Einmal schreiben sie Dick gemeinsam, einmal einzeln. Doch während Sylvère sein Interesse an der Ménage à trois mit Dick verliert, verstrickt sich Chris immer mehr in die Abgründe ihrer eigenen Begierde.

## Rezeption
In der Kritik wurde der Roman als „feministischer Kultklassiker“ beschrieben, der die Vorgänge der New Yorker Kunstszene mit dem Blick einer Frau beschreibt, die „am Seziertisch eine tote Ratte betrachtet“. Das Buch wurde in mehr als ein dutzend Sprachen übersetzt und 2017 als TV-Serie I Love Dick von Amazon verfilmt.

## Deutsche Ausgabe
- I Love Dick. Roman. Übersetzung Kevin Vennemann. Matthes & Seitz, Berlin 2017, ISBN 978-3-95757-364-3.